# Жан-Марі-Рівер
Жан-Марі-Рівер (англ. Jean Marie River) — поселення в Канаді, у  Північно-західних територіях.

## Населення
За даними перепису 2016 року, поселення нараховувало 77 осіб, показавши зростання на 20,3%, порівняно з 2011-м роком. Середня густина населення становила 2,1 осіб/км².
З офіційних мов обидвома одночасно не володів жоден з жителів, тільки англійською — 75. Усього 25 осіб вважали рідною мовою не одну з офіційних, з них усі — одну з корінних мов.
Працездатне населення становило 66,7% усього населення, рівень безробіття — 37,5% (75% серед чоловіків та 50% серед жінок). 75% осіб були найманими працівниками, а 0% — самозайнятими.

## Клімат
Середня річна температура становить -2,5°C, середня максимальна – 21,9°C, а середня мінімальна – -31,1°C. Середня річна кількість опадів – 381 мм.
| Клімат поселення                              | Клімат поселення | Клімат поселення | Клімат поселення | Клімат поселення | Клімат поселення | Клімат поселення | Клімат поселення | Клімат поселення | Клімат поселення | Клімат поселення | Клімат поселення | Клімат поселення | Клімат поселення |
| Показник                                      | Січ.             | Лют.             | Бер.             | Квіт.            | Трав.            | Черв.            | Лип.             | Серп.            | Вер.             | Жовт.            | Лист.            | Груд.            |                  |
| Середній максимум, °C                         | −16,56           | −11,89           | −5,59            | 6,82             | 15,58            | 21,92            | 21,29            | 18,90            | 12,68            | 3,62             | −9,31            | −17,13           |                  |
| Середня температура, °C                       | −23,83           | −19,16           | −12,9            | −0,45            | 8,30             | 14,64            | 16,96            | 14,57            | 8,34             | −0,72            | −13,66           | −21,48           |                  |
| Середній мінімум, °C                          | −31,12           | −26,46           | −20,18           | −7,75            | 1,00             | 7,35             | 12,63            | 10,23            | 4,00             | −5,05            | −17,98           | −25,81           |                  |
| Норма опадів, мм                              | 19               | 16               | 16               | 18               | 35               | 52               | 65               | 55               | 32               | 31               | 23               | 19               |                  |
| Середньомісячна швидкість вітру, м/с          | 1.80             | 2.00             | 2.40             | 2.60             | 2.70             | 2.50             | 2.30             | 2.40             | 2.50             | 2.40             | 2.10             | 1.80             |                  |
| Середньомісячна сонячна радіація, кДж/м²·день | 1142             | 3759             | 9297             | 15846            | 20364            | 21926            | 20029            | 15267            | 9225             | 4090             | 1487             | 703              |                  |
| --------------------------------------------- | ---------------- | ---------------- | ---------------- | ---------------- | ---------------- | ---------------- | ---------------- | ---------------- | ---------------- | ---------------- | ---------------- | ---------------- | ---------------- |
| Джерело:                                      |                  |                  |                  |                  |                  |                  |                  |                  |                  |                  |                  |                  |                  |